# Antibalas Afrobeat Orchestra

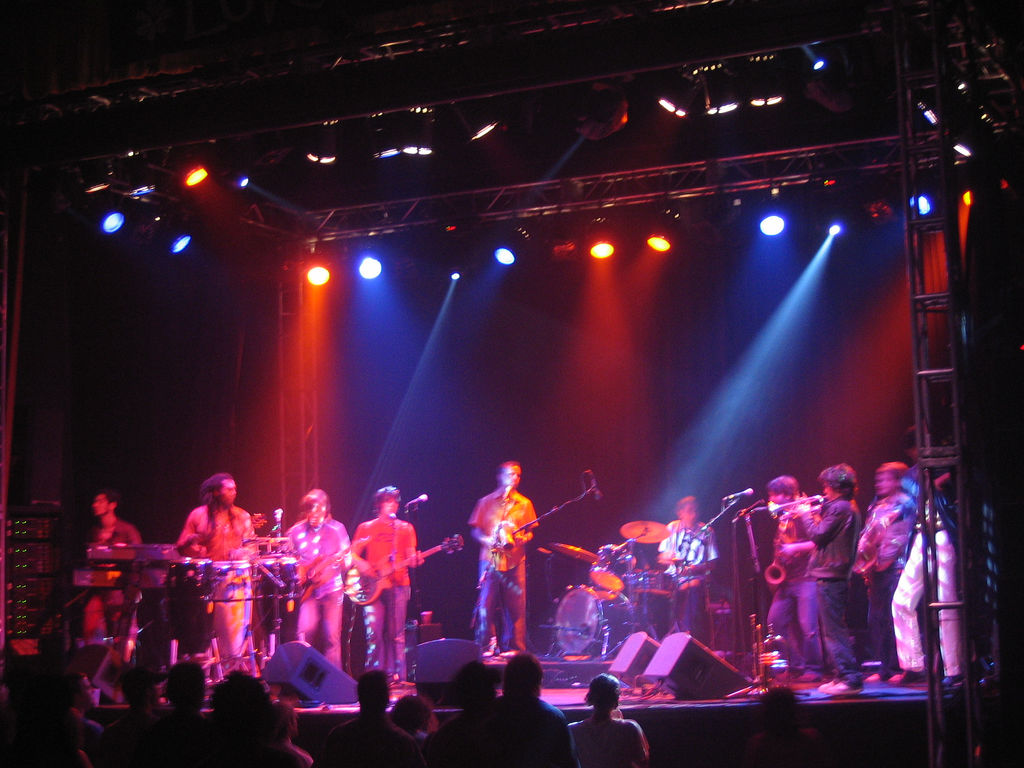
Antibalas Afrobeat Orchestra live 19 maj 2005

Antibalas Afrobeat Orchestra är ett afrobeatband som sprungit ur Fela Kutis Africa 70 band och Eddie Palmieris Harlem River Drive Orchestra, från Brooklyn, New York. Även om musiken främst består av afrobeat, så finns det influenser från jazz, funk, dub och traditionell musik från Kuba och Västafrika.
Bandet startades 1998 av Martín Perna, som Conjunto Antibalas.

## Medlemmar
- Martin Perna – Saxofon
- Amayo – Vocals, Conga
- Victor Axelrod – Orgel, Elektriskt Piano, Clavinet, Synthesizer
- Eric Biondo – Trumpet
- Stuart Bogie – Tenor Saxofon
- Marcus Farrar – Shekere, Sång
- Marcos J. Garcia – Gitarr, Sång
- Aaron Johnson – Trombon
- Nick Movshon – Elbas
- Luke O'Malley – Gitarr
- Jordan McLean – Trumpet, Flygelhorn
- Chris Vatalaro – Trummor

## Diskografi

### Album
- Liberation Afrobeat Vol. 1 (2000, Afrosound, omgjord av Ninja Tune 2001)
- Talkatif (2002, Ninja Tune)
- Who is This America? (2004, Ropeadope)
- Security (2007, ANTI-)